# 宣言的記憶
宣言的記憶（せんげんてききおく、Explicit memory/Declarative memory）とは、人間の記憶の一種で、事実と経験を保持するもの。意識的に議論したり、宣言（言明）したりすることができる。このため陳述記憶とも呼ぶ。

## 概要
教科書を使った学習や知識は宣言的記憶として保持され、心の眼（mind's eye）で再体験できる。対照的に手続き記憶は技能を扱う。宣言的記憶は忘れることがあるが、頻繁にアクセスされる記憶はそれだけ長持ちする。宣言的記憶をよく保持するには、記憶術や反復練習の一種である active recall（積極的に思い出すこと）を利用することがよいとされる。

## 宣言的記憶の分類
宣言的記憶は以下の2つに分類される:
エピソード記憶イベント記憶。ある期間と場所での出来事についての記憶。
意味記憶時間や場所に依存しない事実や知識。
エピソード記憶と意味記憶が実際には一種類の記憶であるとする考え方もある。しかし、一般的には両者は区別されるべきとされている。

## 神経心理学
宣言的記憶には、中部側頭葉、特に海馬と大脳皮質の関連部位が必要とされる。記憶喪失者H.M.は中部側頭葉に損傷を負い、宣言的記憶に障害を持っていた。